# Roza Salih
Roza Salih (1989) es una activista de derechos humanos establecida en Glasgow, Escocia. En 2005, a los 15 años de edad, cofundó el Glasgow Girls con alumnas del Instituto Drumchapel. El Glasgow Girls hizo campaña para detener las redadas, detenciones y deportaciones de la Dirección de Fronteras del Reino Unido. Impidió la deportación de su compañera  Agnesa Murselaj, una Romaní de Kosovo.

## Trayectoria
Salih llegó a Escocia en 2001 en busca de asilo. Su familia había huido del Kurdistán en Irak del Norte después de la ejecución de su abuelo y dos tíos por oponerse al gobierno de Saddam Hussein. Asistió al Instituto Drumchapel y se graduó con honores en Derecho y Política en la Universidad de Strathclyde en 2013 donde fue también Vicepresidenta de la Asociación para la Diversidad y Defensa de Estudiantes. Fue elegida para el Comité Internacional de Estudiantes de la Unión Nacional así como consejera de la Unión Nacional de Estudiantes (NUS por sus siglas en inglés) del Reino Unido.
Se presentó a las elecciones de consejo por el Partido Nacional Escocés en 2017 en el Distrito 13, Glasgow (Garscadden y Scotstounhill). Además, es cofundadora de Solidaridad escocesa con Kurdistán. Y ha viajado a regiones Kurdas deTurquía como parte de una delegación de sindicalistas y activistas de derechos humanos. En 2016, trabajó con el Consejo de Refugiados escocés y la Comisión de Estrategia de Educación para hacer campaña para financiar becas para personas que buscan asilo. Trabaja en la circunscripción electoral de Chris Stephens, del Partido Nacional escocés del Suroeste de Glasgow.

## Reconocimientos
- En 2017 fue nombrada como unas Mujeres Excepcionales de Escocia por la Sociedad Saltire.[7]